# 四分一

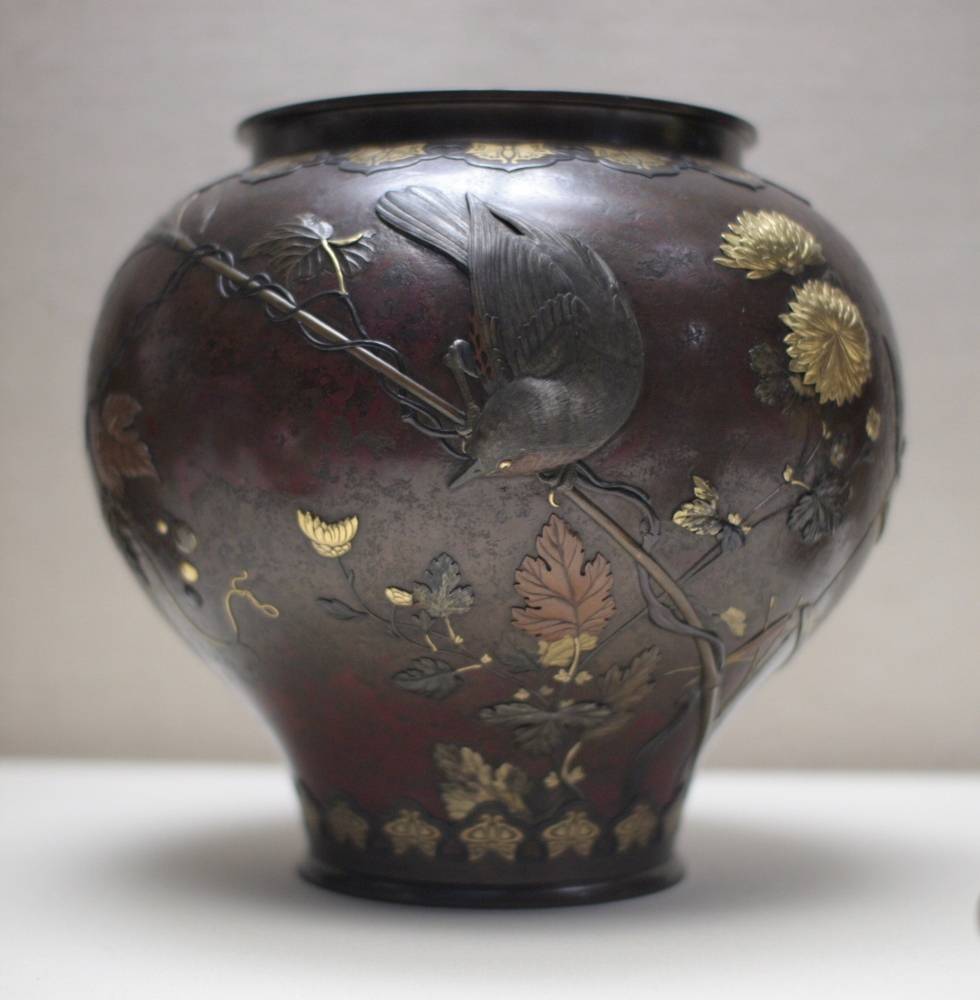
明治時代的青銅罐子，以金，赤銅及四分一製成，上有銅作的裝飾。维多利亚和阿尔伯特博物馆館藏

四分一，又稱朧銀，一種銅合金，由銀與銅鑄造成，銀含量約23-60％，有時也含有微量金，是日本傳統工藝色金之一。經過煮色處理，形成銅锈，可以在表面形成細緻的灰色，以及低彩色的藍色，綠色與棕色等各式表現。
其名稱來源是在煉製過程中，使用四分之一的銀，加入四分之三的赤銅，因為這個傳統的比例而得名。但根據製品需要，其比例有各種變化。

## 組成
典型的四分一，是由 25% 的銀，加入 75% 銅，之後鑄成。但各種不同比例的銀銅合金，都可以被稱為四分一。根據想要的效果，可以調整銀與銅之間的比例來達成，當需要比較暗的灰色，可以使用 90% 銅，加入10% 銀。當想要比較明亮的灰色，可以調整為 70% 銅加入 30% 銀。傳統上使用含金的赤銅來煉製，因此也常見加入 1%-3% 的金。